# Liste de gammes Lego
Le jeu de construction Lego est divisé en plusieurs gammes.

## Gammes en cours
| Nom                          | Sujet                                               | Sous-gammes | Licence                                         | Dates                                   |
| ---------------------------- | --------------------------------------------------- | --- | ----------------------------------------------- | --------------------------------------- |
| Lego 4+ (en)                 | Modèles faciles à construire                        | | Variées                                         | 2003-2005, 2018-                        |
| Lego Architecture            | Architecture                                        | - Architect Series - Landmark Series - Skyline |                                                 | 1962-1963, 2008-                        |
| Lego Art                     | Mosaïques                                           | | Variées                                         | 2020-2021-2022-2023                     |
| Lego Batman                  | Personnages de Batman                               | Sous-thème de Lego Super Heroes | 2018-                                           |                                         |
| Lego Boost                   | Jouet connecté                                      | |                                                 | 2017-                                   |
| Lego BrickHeadz              | Figurines bobblehead                                | | Variées                                         | 2016-                                   |
| Lego Brick Sketches (en)     | Portraits en brique                                 | |                                                 | 2020-                                   |
| Lego Bricktober              | Figurines à collectionner                           | | Variées                                         | 2011, 2016-                             |
| Lego City                    | Vie quotidienne                                     | - Chantier (2005, 2009, 2015) - Construction (2005-2009, 2013-2015) - Hôpital (2005-2009, 2012) - Police (2005-2014, 2017, 2020-) - Pompiers (2005-2016, 2019-) - Trains (en) (2005-2015, 2018, 2022) - Aéroport (2006, 2009-2010, 2016) - Gardes-côtes (2007-2008, 2013) - Port (2007, 2011) - Vie en ville (2007, 2009-2010, 2013-) - Cargo (2008, 2013, 2017) - Ferme (2008-2010, 2022) - Espace (2011, 2015, 2019, 2022) - Véhicules (2011-) - Mine (2012, 2018) - Policiers de la forêt (2012) - Pompiers de la forêt (2012) - Arctique (2014, 2018) - Démolition (2015) - Explorateurs de la mer (2015, 2020) - Police des marais (2015) - Explorateurs du volcan (2016) - Police en haute mer (2016) - Jungle (2017, 2023) - Police de montagne (2018) - Explorateurs de la savane (2021) - Motos (2021-) |                                                 | 2005                                    |
| Lego Classic                 | Lots de briques                                     | |                                                 | 1966-1999, 2015-                        |
| Lego Creator                 |                                                     | - X-Pod - Expert - Modular Buildings |                                                 | 2001-                                   |
| Lego DC Comics Super Heroes  | Héros de l'univers DC Comics                        | | DC Comics                                       | 2012-                                   |
| Lego Disney                  | Produits Disney                                     | Disney, Pixar | Disney                                          | 2016-                                   |
| Lego DOTS (en)               | Bijoux                                              | |                                                 | 2019-                                   |
| Lego Dreamzzz                | Dérivé de Dreamzzz                                  | | Dérivé de Dreamzzz                              | 2023-                                   |
| Lego Duplo                   | Jeux pour les plus petits                           | | Variées                                         | 1969-                                   |
| Lego Education               | Ensembles conçus pour l'éducation des enfants       | - WeDo (pl) (2009) - WeDo 2.0 (pl) (2017) |                                                 |                                         |
| Ensembles de saison          |                                                     | |                                                 | 1977, 1985-1986, 1989-1992, 1995, 1998- |
| Lego Friends                 | Vie quotidienne                                     | | Lego                                            | 2012-                                   |
| Lego Harry Potter (en)       | Dérivé d'Harry Potter                               | | Warner Bros.                                    | 2001-2007, 2010-2011, 2018-             |
| Lego Horizon                 | Horizon Forbidden West                              | | Guerrilla Games, Sony Interactive Entertainment | 2022-                                   |
| Lego Icons (en)              | Grands ensembles destinés à une audience adulte     | Exclusives, Creator Expert |                                                 | 2000-                                   |
| Lego Ideas                   | Projets de la communauté                            | | Variées                                         | 2008-                                   |
| Lego Indiana Jones           | Dérivé d'Indiana Jones                              | | Lucasfilm, Paramount Pictures                   | 2008-2009, 2023-                        |
| Lego Jurassic World          | Dérivé de Jurassic World                            | | Universal Studios                               | 2015, 2018-                             |
| Lego Marvel Super Heroes     | Héros de l'univers Marvel Comics                    | | Marvel                                          | 2012-                                   |
| Lego Minecraft               | Dérivé de Minecraft                                 | | Mojang                                          | 2013-                                   |
| Lego Minifigures             | Figurines à collectionner                           | | Variées                                         | 2010-                                   |
| Lego Monkie Kid              | Dérivé de Monkie Kid                                | |                                                 | 2020-                                   |
| Lego Ninjago                 | Dérivé de Ninjago                                   | | Lego, WildBrain                                 | 2011-                                   |
| Lego Overwatch (en)          | Dérivé d'Overwatch                                  | | Blizzard Entertainment                          | 2018-                                   |
| Lego Powered Up              | Ensembles motorisés                                 | |                                                 | 2017-                                   |
| Lego Serious Play            | Innovation et performance                           | |                                                 | 2010-                                   |
| Lego Seigneur des Anneaux    | Dérivé de la série de films du Seigneur des anneaux | | Warner Bros.                                    | 2012-2013, 2023-                        |
| Lego Sonic the Hedgehog (en) | Dérivé de Sonic the Hedgehog                        | | Sega                                            | 2023-                                   |
| Lego Speed Champions         | Compétition automobile                              | | Chevrolet, Ford, Porsche                        | 2015-                                   |
| Lego Spider-Man              | Spider-Man                                          | | Marvel                                          | 2003-2005, 2018-                        |
| Lego Star Wars               | Dérivé de Star Wars                                 | | Lucasfilm (1999–2012), Disney (depuis 2012)     | 1999-                                   |
| Lego Super Mario (en)        | Dérivé de Super Mario                               | | Nintendo                                        | 2020-                                   |
| Lego Technic                 |                                                     | |                                                 | 1977-                                   |
| Lego Trains (en)             | Trains électriques                                  | |                                                 | 1966                                    |
| Lego Xtra                    | Lots de pièces et de minifigurines                  | |                                                 | 2018-                                   |

## Anciennes gammes
| Nom                                  | Sujet                                                                          | Sous-gammes | Licence | Dates                                      |
| ------------------------------------ | ------------------------------------------------------------------------------ | --- | --- | ------------------------------------------ |
| Lego Adventurers                     | Aventuriers                                                                    | - Egypt (1998-1999) - Jungle (1999) - Dino Island (2000) - Orient Expedition (2003-2005) | | 1998-2003                                  |
| Lego Agents                          | Agents spéciaux                                                                | | | 2008                                       |
| Lego Agents 2.0                      | Agents spéciaux                                                                | | | juin 2009                                  |
| Lego Alpha Team                      | Dérivé de Lego Alpha Team, espionnage                                          | | Lego | 2001-2005                                  |
| Lego The Angry Birds Movie           | Dérivé d'Angry Birds, le film                                                  | | Columbia Pictures                                                                                                 | 2016                                       |
| Lego Aqua Raiders (en)               | Exploration sous-marine                                                        | | | 2007                                       |
| Lego Aquazone (en)                   | Exploration sous-marine                                                        | | - Aquanauts (1995–1996) - Aquasharks (1995-1996) - Aquaraiders (1997) - Stingrays (1998) - Hydronauts (1998-1999) | 1995-1999                                  |
| Lego Atlantis (en)                   | Exploration sous-marine                                                        | | | 2009-2011                                  |
| Lego Automatic Binding Brick         |                                                                                | | | 1949-1953                                  |
| Lego Avatar: The Last Airbender (en) | Dérivé d'Avatar, le dernier maître de l'air                                    | | Nickelodeon Animation Studio                                                                                      | 2006                                       |
| Lego Basic                           | Lots de briques, modèles simples                                               | | | 1957-1995, 1998-2003                       |
| Lego Batman (en)                     | Batman                                                                         | | DC Comics | 2006-2008                                  |
| Lego The Lego Batman Movie           | Dérivé de Lego Batman, le film                                                 | | Lego, Warner Bros., DC Comics                                                                                     | 2017-2018                                  |
| Lego Belville                        | Vie quotidienne                                                                | | | 1994-2009                                  |
| Lego Ben 10: Alien Force             | Dérivé de Ben 10: Alien Force                                                  | | Cartoon Network                                                                                                   | 2010                                       |
| Bionicle                             |                                                                                | | | 2001-2010, 2015-2016                       |
| Lego Bricks & More                   | Lots de briques, modèles faciles à construire                                  | | | 2009-2010                                  |
| Lego Building Bigger Thinking        | Lots de briques                                                                | | | 2017                                       |
| Lego Bulk                            | Lots de briques                                                                | | | 2001-2003                                  |
| Lego Cars                            | Dérivé de Cars                                                                 | | Pixar Animation Studios                                                                                           | 2010-2012, 2017                            |
| Lego Castle                          | Moyen Âge                                                                      | - Ninja (1998-2000) - Knights' Kingdoms (2000) - Knights' Kingdoms II (2004-2006) - Castle (2007-2008) - Kingdoms (2010-2012) - Castle II (2013-2014) - Nexo Knights (2016-2018) | Lego | 1978-2000, 2004-2008, 2010-2014, 2016-2018 |
| Lego City Center                     | Vie quotidienne                                                                | voir Lego Town | | 1999-2000                                  |
| Lego Creative Building               | Lots de briques, modèles simples                                               | | | 2006-2008                                  |
| Lego Clikits                         | Bijoux                                                                         | | | 2003-2005                                  |
| Lego Dacta                           | Ensembles conçus pour l'éducation des enfants                                  | | | 1972-2010                                  |
| Lego DC Super Hero Girls             | DC Super Hero Girls                                                            | | DC Comics | 2016-2018                                  |
| Lego Dino                            | Dinosaures                                                                     | | | 2012                                       |
| Lego Dino Attack                     | Dinosaures                                                                     | | | 2005-2006                                  |
| Lego Dinosaurs                       | Dinosaures                                                                     | | | 2001                                       |
| Lego Discovery                       | Exploration spatiale                                                           | | Discovery Channel                                                                                                 | 2003                                       |
| Lego Disney Princess                 | Produits Disney Princess                                                       | | Disney Princess                                                                                                   | 2012-2016                                  |
| Lego Elves (en)                      | Elfes                                                                          | | | 2015-2018                                  |
| Lego Espace                          | Exploration et aventure spatiale                                               | - Classic Space (1978-1987) - Blacktron (1987-1990) - Futuron (1987-1989) - Space Police I (1989-1991) - M-Tron (1990-1993) - Blacktron II (1991–1992) - Space Police II (1992-1993) - Ice Planet 2002 (1993-1995) - Unitron (1994-1996) - Spyrius (1994-1996) - Exploriens (1996-1997) - Roboforce (1997-1998) - UFO (1997-1998) - Insectoids (1998) - Life On Mars (2001) - Mars Mission (en) (2007-2008) - Space Police III (2009-2010) - Alien Conquest (2011-2012) - Galaxy Squad (2012-2013) - City (2015) | | 1978-2001, 2007-2013, 2015                 |
| Lego Exo-Force                       | Mecha                                                                          | | | 2006-2008                                  |
| Lego Fabuland                        | Modèles pour les plus jeunes                                                   | | | 1979-1989                                  |
| Lego Factory (en)                    | Projets de la communauté                                                       | | | 2007-2008                                  |
| Lego Fantastic Beats                 | Dérivé des Animaux fantastiques                                                | | Warner Bros. | 2018                                       |
| First Lego League                    |                                                                                | | | 2001-2011                                  |
| Lego Forma                           | Modèles de poisson                                                             | | | 2019                                       |
| Lego FreeStyle                       | Lots de briques, modèles simples                                               | | | 1995-1998                                  |
| Lego Fusion                          |                                                                                | | | 2014                                       |
| Lego Galidor                         | Dérivé de Galidor: Defenders of the Outer Dimension (en)                       | | Tom Lynch Company                                                                                                 | 2002                                       |
| Lego Games                           | Jeux de sociétés                                                               | - Heroica (2011-2012) | Variées | 2009-2013                                  |
| Lego Ghostbusters                    | Dérivé de SOS Fanômes                                                          | | Columbia Pictures                                                                                                 | 2016                                       |
| Lego Hero Factory                    |                                                                                | | | 2010-2014                                  |
| Lego The Hobbit                      | Dérivé du Hobbit                                                               | | | 2012-2014                                  |
| Lego Hidden Side (en)                | Lieux hantés, monstres fantastiques                                            | | | 2019-2020                                  |
| Lego Hobby Sets                      | Véhicules pour magasins Hobby Shop                                             | | | 1975-1976                                  |
| Lego Homemaker                       | Vie quotidienne                                                                | | | 1971-1982                                  |
| Lego Island Xtreme Stunts            | Dérivé d'Aventures sur l'île Lego et de L'Île Lego 2 : La Revanche de Casbrick | | Lego | 2001-2003                                  |
| Lego Jack Stone                      | Modèles faciles à construire, héros                                            | | | 2001-2003                                  |
| Lego Juniors                         | Modèles faciles à construire                                                   | | Variées | 2014-2018                                  |
| Lego Jurassic World                  | Dérivé de Jurassic World                                                       | | Universal Studios                                                                                                 | 2015, 2018-                                |
| Lego Legends                         | Reprise d'anciens sets                                                         | | | 2000-2004                                  |
| Lego Legends of Chima                | Dérivé de La Légende de Chima (en)                                             | | Lego | 2013-2015                                  |
| Lego The Lego Movie                  | Dérivé de La Grande Aventure Lego                                              | | | 2014–2015                                  |
| Lego The Lego Movie 2                | Dérivé de La Grande Aventure Lego 2                                            | | Lego, Warner Bros.                                                                                                | 2018-2019                                  |
| Lego The Lego Ninjago Movie          | Dérivé de Lego Ninjago, le film                                                | | Lego | 2017-2018                                  |
| Lego Life on George                  | Dérivé de Life on George                                                       | | Lego | 2011                                       |
| Lego The Lone Ranger                 | Dérivé de Lone Ranger : Naissance d'un héros                                   | | Jerry Bruckheimer Films                                                                                           | 2013                                       |
| Lego Master Builder's Academy        |                                                                                | | | 2011-2013                                  |
| Lego Mickey Mouse                    | Univers de Mickey Mouse                                                        | | Disney | 2000                                       |
| Lego Mindstorms                      | Robots connectés                                                               | | | 1998-2022                                  |
| Lego Minions: The Rise of Gru (en)   | Dérivé de Les Minions 2 : Il était une fois Gru                                | | Illumination Entertainment                                                                                        | 2020-2021                                  |
| Lego Minitalia                       | Bâtiments, vie quotidienne                                                     | | | 1970-1976                                  |
| Lego Mixels                          | Mixels                                                                         | | | 2014-2016                                  |
| Lego Model Team                      |                                                                                | | | 1986, 1990-1991, 1993-1999                 |
| Lego Modulex                         | Lots de briques à l'échelle 1:20                                               | | | 1963-1965                                  |
| Lego Monster Fighters (en)           | Lieux hantés, monstres fantastiques                                            | | | 2012                                       |
| Lego Mustern                         | Véhicules                                                                      | | | 1953-1955                                  |
| Lego Ninja Turtles                   | Dérivé de Ninja Turtles                                                        | | Nickelodeon Animation Studio                                                                                      | 2014                                       |
| Lego Patch & Pin                     | Produits dérivés                                                               | | |                                            |
| Lego Pharaoh's Quest (en)            | Momies, archéologie égyptienne                                                 | | | 2011                                       |
| Lego Pirates                         | Piraterie                                                                      | | | 1989-1997, 2001-2002, 2009-2010, 2015      |
| Lego Pirates des Caraïbes            | Dérivé de Pirates des Caraïbes                                                 | | Disney | 2011                                       |
| Lego Power Miners (en)               | Monstres intraterrestres, minage                                               | | | 2008-2010                                  |
| Lego Prince of Persia (en)           | Dérivé de Prince of Persia : Les Sables du Temps                               | | Disney, Jerry Bruckheimer Films                                                                                   | 2010                                       |
| Lego Racers                          | Compétition automobile                                                         | - Xalax (2001) - Drome Racers (2002-2004) - Williams F1 (2002-2003) - Ferrari (2004-2008) - Power Racers (2005-2010) - Tiny Turbos (2005-2011) - Lamborghini (2009-2010) | Variées | 2001-2011                                  |
| Lego Rock Raiders (en)               | Minage                                                                         | | | 1999-2000                                  |
| Lego Scala                           | Bijoux, vie quotidienne                                                        | | | 1979-1980, 1997-2001                       |
| Lego Scooby-Doo                      | Dérivé de Scooby-Doo                                                           | | Warner Bros. | 2015                                       |
| Lego The Simpsons                    | Dérivé des Simpson                                                             | | 20th Century Fox                                                                                                  | 2014-2015                                  |
| Lego Speed Racer (en)                | Dérivé de Speed Racer                                                          | | Warner Bros. | 2008                                       |
| Lego SpongeBob SquarePants           | Dérivé de Bob l'éponge                                                         | | Nickelodeon Animation Studio                                                                                      | 2006-2009, 2011-2012                       |
| Lego Sports (en)                     | Sport                                                                          | - Football (2000-2007) - Basketball (2003-2004) - Hockey (2003-2004) - Gravity Games (2003-2004) | Ligue nationale de hockey, National Basketball Association                                                        | 2000-2006                                  |
| Lego Spybotics (en)                  | Robots                                                                         | | | 2002                                       |
| Lego Studios (en)                    | Studio de production cinématographique                                         | | Universal Pictures, Marvel Comics                                                                                 | 2000-2004                                  |
| Lego The Powerpuff Girls             | Dérivé des Super Nanas                                                         | | Cartoon Network                                                                                                   | 2018                                       |
| Lego Stranger Things (en)            | Dérivé de Stranger Things                                                      | | Netflix | 2019, 2022                                 |
| Lego Supplementary                   | Lots de pièces et de minifigs                                                  | | | 1966-1997                                  |
| Lego System i Leg                    |                                                                                | - Mosaik (1955-1957) - HO 1:87 Vehicles (1955-1970) - System i Leg Accessories (1955-1970) - Town Plan (1958-1966) | | 1955-1970                                  |
| Lego Teenage Mutant Ninja Turtles    | Dérivé de Les Tortues Ninja                                                    | | Nickelodeon Animation Studio                                                                                      | 2013-2014                                  |
| Lego Time Travels                    | Voyage dans le temps                                                           | - Time Cruisers (1996-1997) - Time Twisters (1997) | | 1996-1997                                  |
| Lego Town                            | Vie quotidienne                                                                | - Lego Trains (en) (1974-1978, 1980-1983, 1985-1987, 1991, 1993-1996, 1998-1999, 2001-2004) - Firefighters (1978-1988, 1991-1992, 1994-2000, 2004) - Emergency (1978, 1981, 1985, 1987-1988) - Coast Guards (1976-2003) - Construction (1980, 1982-1987, 1989-1993, 1995-1996, 1998-2000, 2004) - Airport (1985, 1987, 1989-1994, 1996-2001) - Race (1985-2000) - Flight (1987, 1990-1994, 1996) - Service and Repair (1987-1989) - Nautica (1991) - RSQ911 (1991-1992) - Rescue (1991-1996) - Paradisa (1992-1997) - Launch Command (1995) - Outback (1997) - Town Jr. (1997) - Divers (1997-1998) - Extreme (1998-1999) - Res-Q (1998-1999) - Space Port (1999) - Artic (2000) | | 1978-1997                                  |
| Lego Town Jr.                        | Vie quotidienne                                                                | voir Lego Town | | 1997-2000, 2002                            |
| Lego Toy Story (en)                  | Dérivé de Toy Story                                                            | | Pixar Animation Studios, Disney                                                                                   | 2009-2010, 2019                            |
| Lego Ultra Agents                    | Agents spéciaux                                                                | | | 2014-2015                                  |
| Lego Unikitty!                       | Dérivé d'Unikitty!                                                             | | Lego, Cartoon Network                                                                                             | 2018                                       |
| Lego Universal Building Sets         | Briques de construction, vie quotidienne                                       | | | 1966-2001                                  |
| Lego Universe                        | Dérivé de Lego Universe                                                        | | | 2010                                       |
| Lego Vikings                         | Vikings                                                                        | | | 2005-2006                                  |
| Lego Western                         | Western                                                                        | | | 1996-1997                                  |
| Lego World City                      | Vie quotidienne                                                                | - Avions (2003-2004) - Trains (2003-2004) - Police (2003-2004) - Garde-côtes (2004) - Pompiers | | 2003-2004                                  |
| Lego World Racers (en)               | Compétition automobile                                                         | | | 2010                                       |
| Lego Wooden Toys                     | Jeux en bois                                                                   | | Variées | 1932-1960                                  |
| Lego Znap                            |                                                                                | | | 1998-1999                                  |